# Blindiopsis
Blindiopsis là một chi rêu trong họ Seligeriaceae.